# George Reisner
George Andrew Reisner (Indianapolis, 5 novembre 1867 – Giza, 6 giugno 1942) è stato un egittologo statunitense.
Importanti i suoi contributi alla nostra conoscenza della Nubia.
Tra i suoi più importanti lavori la lista dei viceré egizi di Kush (Nubia).
Nel 1906 iniziò la ricerca del Tempio funerario di Micerino portandone alla luce le fondamenta, il lato est ed i frammenti di due statue in alabastro di Micerino. Successivamente nel 1908 ritrovò le scarse vestigia del tempio a valle del medesimo sovrano scoprendo anche le famose triadi in scisto, la splendida diade e numerose altre statue.